# Drie Hoefijzers (bedrijf)
De Drie Hoefijzers is een bierbrouwerij in Breda, die bestond van 1538 tot 2004.

## Geschiedenis
De brouwerij werd opgericht in 1538 door Hendric van den Corput als Den Boom. In 1628 werd de brouwerij hernoemd tot De Drie Hoefijzers, de naam van de tegenover de brouwerij gelegen smidse De Drij Hoefijssers. Na enkele malen verkocht te zijn kwam ze in 1807 in handen van de uit Eindhoven afkomstige Johan Nicolaes Smits. Deze Johan is een kleinzoon van Joannes Arnoldus Smits; de grondlegger van de brouwers-dynastie die meer dan 12 generaties actief zou zijn. De achterkleinzoon van genoemde J.N Smits, Franciscus Henricus Maria Smits (1842-1890) trouwde op 9 september 1863 met Philomena Maria Coletta Petronella van Waesberghe (1837-1901) waardoor de firmanaam F. Smits van Waesberghe ontstond. In 1887 werd aan de tegenwoordige Ceresstraat een nieuwe brouwerij gebouwd die uitgroeide tot een der belangrijkste van Nederland.
Het logo van Smits van Waesberghe verdween eind jaren 30 van de 20e eeuw om plaats te maken voor het logo van de Drie Hoefijzers.
In 1968 fuseerde de brouwerij met de Rotterdamse brouwerij Oranjeboom. Het bedrijf viel onder de Nederlandse tak van het Britse Allied Breweries en had als naam: Verenigde Bierbrouwerijen Breda-Rotterdam B.V.. De Bredase brouwerij ging nu het pils Oranjeboom brouwen. 
In 1973 werd Oranjeboom vervangen door Skol. Dit werd echter geen succes. Daarom werd omstreeks 1980 de merknaam Oranjeboom weer gebruikt. Op 5 april 1993 werd de naam van de brouwerij weer veranderd in Oranjeboom Bierbrouwerij B.V..

## Opheffing
Op 6 februari 1995 nam het Belgische concern Interbrew de Verenigde Bierbrouwerijen over, omdat Allied niet langer in continentale brouwerijen was geïnteresseerd. Dit bedrijf, later Inbev geheten, verplaatste de productie naar de brouwerij van Dommelsch en naar Belgische brouwerijen. Op 29 mei 2004 werd de brouwerij van Oranjeboom in Breda gesloten. Dit ging ook ten koste van het bedrijfsmuseum Het Fust, dat in 1996 nog was heringericht. Het brouwerijcomplex werd grotendeels gesloopt en het museum werd opgeheven. Het oude kantoor is een monumentaal pand en Industrieel erfgoed.
Op het terrein van de brouwerij werd een nieuwe woonwijk gebouwd die eveneens Drie Hoefijzers heet.

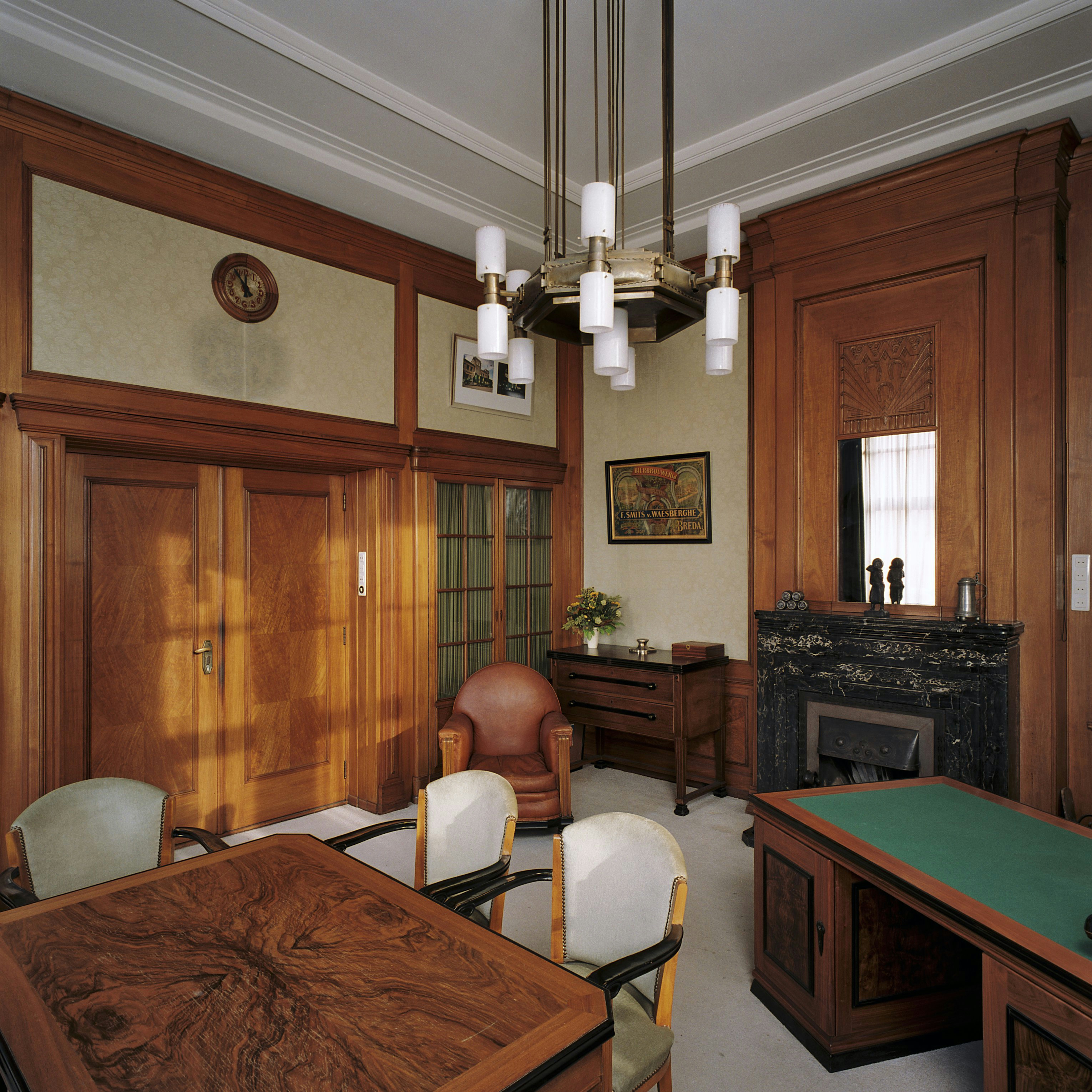
Interieur kantoor
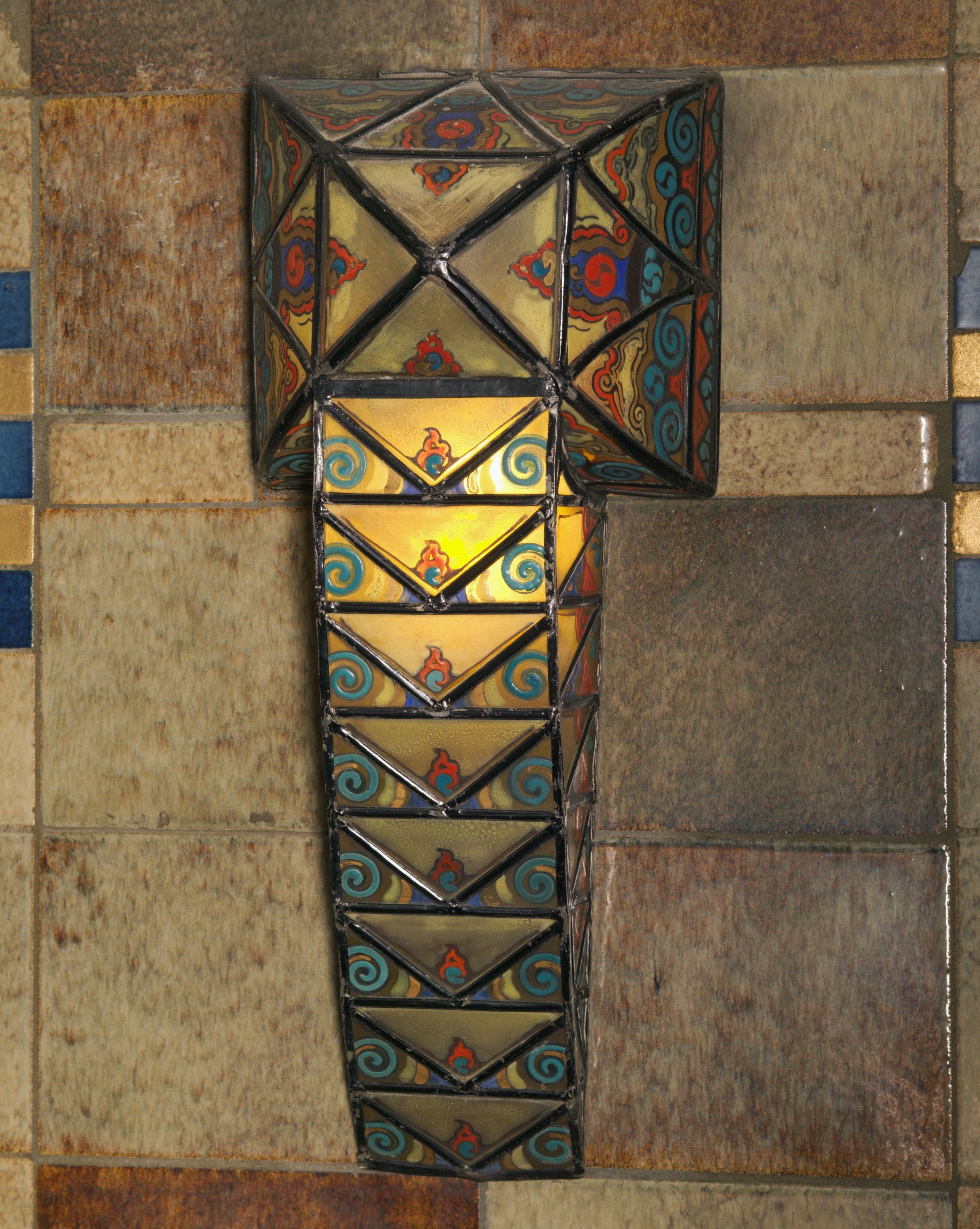
Wandlamp, 1e verdieping
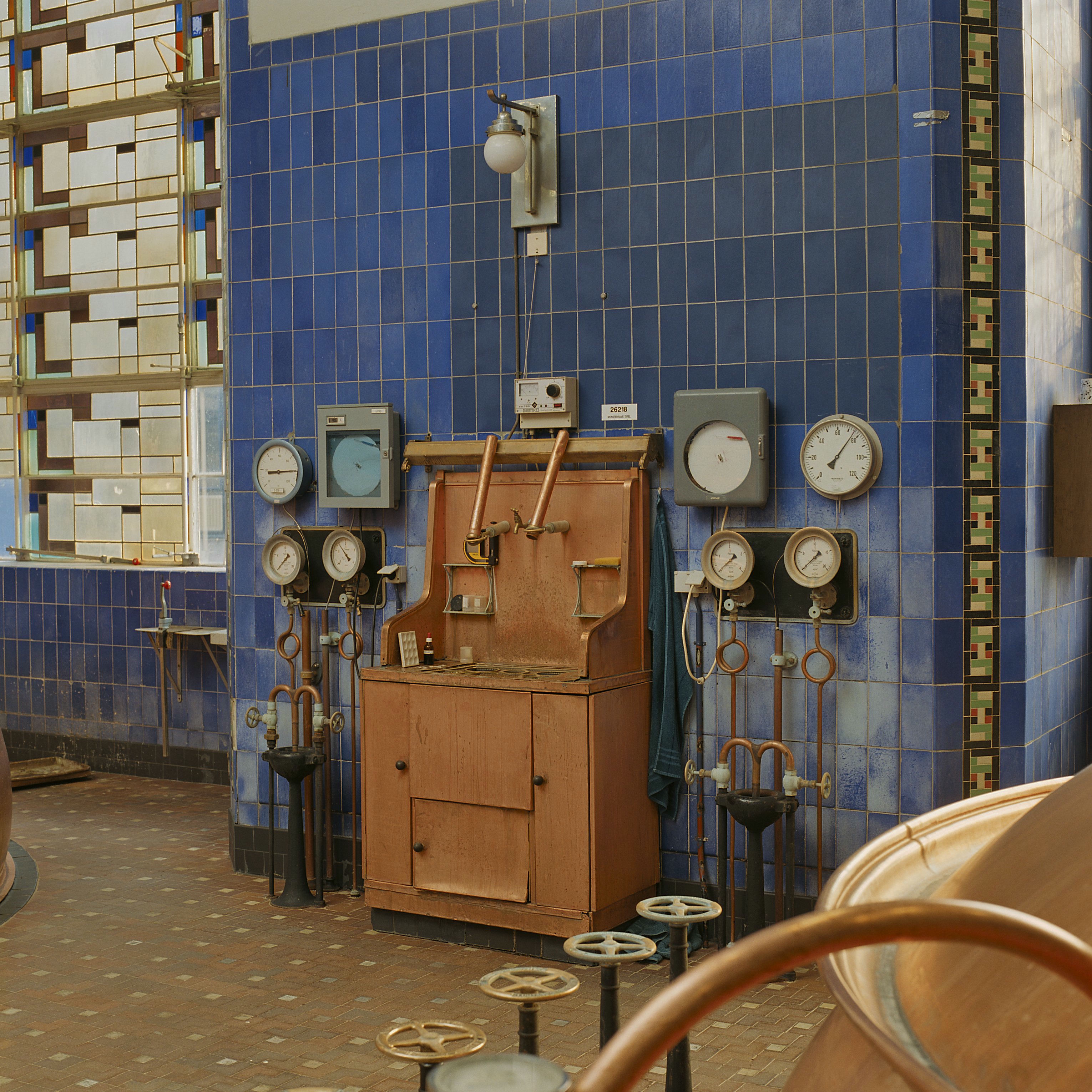
Brouwzaal
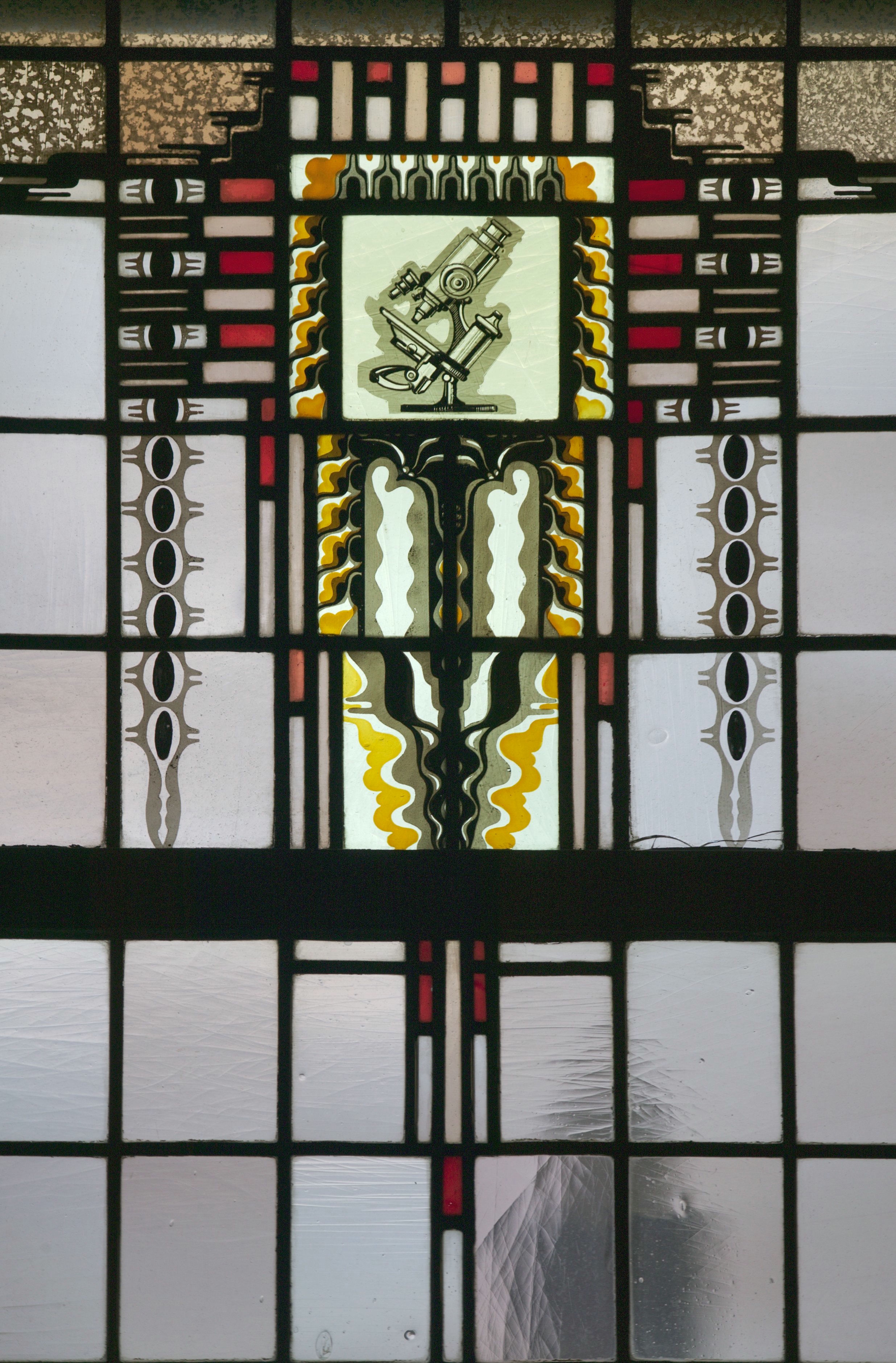
Glas-in-lood in de brouwzaal